# Vittorio Rossi Pianelli
Vittorio Rossi, conocido como Vittorio Rossi Pianelli (Turín, 9 de julio de 1875 – Roma, 25 de septiembre de 1953), fue un actor y director de cine italiano.

## Biografía
Empezó trabajando en las productoras Pasquali Film y Aquila Films, para después pasar en 1913 a la Gloria Films, casa en la cual interpretó su primer papel protagonista en la película Nerone e Agrippina.
Interpretó numerosas películas hasta el final de los años veinte, preferentemente en papeles secundarios, y trabajó para numerosas casas cinematográficas como Ambrosio Film, Fert Film, Film d'Arte Italiana e Itala Film. Tuvo un papel notable en Ma l'amor mio non muore... (1914), una de las películas más importantes del primer cine italiano. Su último papel lo interpretó en Il conte di Brechard (1938).
También dirigió alguna película, entre las cuales destacan Sul limite del Nirvana y Il tamburino sardo, ambas de 1915.

## Filmografía parcial

### Actor
- Ritratto dell'amata, dirigida por Gerolamo Lo Savio (1912)
- Nerone e Agrippina, dirigida por Mario Caserini (1913)
- Memoria dell'altro, dirigida por Alberto Degli Abbati (1913)
- Ma l'amor mio non muore..., dirigida por Mario Caserini (1913)
- Il treno degli spettri, dirigida por Mario Caserini (1913)
- Florette e Patapon, dirigida por Mario Caserini (1913)
- L'alba del perdono, dirigida por Alberto Degli Abbati (1914)
- Colei che tutto soffre, dirigida por Amleto Palermi (1914)
- Val d'olivi, dirigida por Eleuterio Rodolfi (1916)
- Triste realtà, dirigida por Franco Dias (1917)
- Il delitto dell'opera, dirigida por Eleuterio Rodolfi (1917)
- La trilogia di Dorina, dirigida por Gero Zambuto (1918)
- Una sventatella, dirigida por Gero Zambuto (1918)
- Maciste poliziotto, dirigida por Roberto Roberti (1918)
- L'olocausto, dirigida por Gero Zambuto (1918)
- L'onestà del peccato, dirigida por Augusto Genina (1918)
- La moglie di Claudio, dirigida por Gero Zambuto (1918)
- Il matrimonio di Olimpia, dirigida por Gero Zambuto (1918)
- Israel,dirigida por André Antoine (1919)
- La maschera e il volto, dirigida por Augusto Genina (1919)
- Il bacio di Dorina, dirigida por Giulio Antamoro (1919)
- La trilogia di Maciste, dirigida por Carlo Campogalliani (1920)
- Hedda Gabler, dirigida por Gero Zambuto (1920)
- Il sogno d'oro di Cavicchioni, dirigida por gia di Umberto Paradisi (1920)
- Il suo destino, dirigida por Georges-André Lacroix (1920)
- Il quadrante d'oro, dirigida por Emilio Ghione (1922)
- La storia di Clo-Clo, dirigida por Luciano Doria (1923)
- Ultimissime della notte, dirigida por Emilio Ghione (1924)
- Te lasso!..., dirigida por Ubaldo Maria Del Colle (1925)
- Chiagno pe tte!..., dirigida por Ubaldo Maria Del Colle (1925)
- Il conte di Brechard, dirigida por Mario Bonnard (1938)

### Director
- Supplizio de almas (1912) - dirección e interpretación
- Il vampiro (1915)
- Al límite del Nirvana (Sul limite del Nirvana) (1915)
- Il romanzo di un atleta (1915)
- Come Tranquillo entrò in società (1915)
- lI tamburino sardo (1915)